# Жирак
Жирак (фр. Girac) насеље је и општина у јужној Француској у региону Миди Пирене, у департману Лот која припада префектури Фижак.
По подацима из 2011. године у општини је живело 364 становника, а густина насељености је износила 82,73 становника/km². Општина се простире на површини од 4,40 km². Налази се на средњој надморској висини од 225 метара (максималној 144 m, а минималној 128 m).

## Демографија
| 1962. | 1968. | 1975. | 1982. | 1990. | 1999. | 2011. |
| ----- | ----- | ----- | ----- | ----- | ----- | ----- |
| 262   | 266   | 276   | 312   | 329   | 341   | 364   |

График промене броја становника у току последњих година